# 光靖太后
光靖太后（광정태후，?—?）金氏，高丽江陵公王溫之女，是高丽明宗的王后。
金氏被封为義靜王后，生高丽康宗和延禧、壽安二宮主。死后，康宗继立，追冊爲光靖太后。高丽高宗四十年（1253年）十月，光靖太后的孙子高宗为祖母加谥号恭平。

## 家族
- 曾祖父 : 高丽文宗
- 祖父 : 朝鮮公 王燾
- 父 : 江陵公 王溫
- 姐姐 : 莊敬王后
- 妹妹 : 宣靖王后
- 弟弟 : 恭化侯 王瑛
- 丈夫 : 高丽明宗
- 子 : 高丽康宗
- 长女 : 延禧宮主
  - 女婿 : 肅懿寧仁侯 王稹
  - 外孙 : 淮安公王侹
  - 外孙女 : 成平王后
- 次女 : 壽安宮主